# Oliver Soravia
Oliver Soravia ist ein italienischer Kameramann, Musiker und Filmregisseur.

## Leben
Soravia absolvierte sein Kamera- und Regiestudium im römischen Centro Sperimentale di Cinematografia und arbeitete dann als freischaffender Kameramann in den Bereichen TV-Dokumentation und Kurzspielfilm.
1992 gründete er seine Produktionsfirma XACTFILM GmbH in Köln. Dort baute er die Produktionssparten Werbung, TV-Redaktion und die Vermietung von TV-Technik und Personal auf. Neben seiner Tätigkeit als freischaffender Kameramann produzierte er in seinem Unternehmen Werbefilme für Firmen wie u. a. Lufthansa, American Airlines, Mercedes-Benz und Virgin Atlantic. Die beiden weiteren XACTFILM-Bereiche wurden von festen und freischaffenden Mitarbeitern und für Kunden wie u. a. ARD, ZDF, RTL, RAI und BBC geleistet. Anfang der 2000er Jahre entstand zudem ein externes Produktionsbüro für die Umsetzung eines TV-Serienpiloten. Soravia fungierte hierbei als Drehbuchautor der Mystery-Romanvorlage „Kuckuckskrähe“. Bis zur Veräußerung des Betriebes im Jahr 2016 hat XACTFILM beschäftigte das Unternehmen insgesamt ca. 100 Mitarbeiter.
Im Jahr 2008 hat Soravia die deutsch-türkische Kinofilmproduktion „Sari Saten“ von Mehmet Coban als eine der ersten hochauflösenden digitalen Kinoproduktionen im 4K-Format visualisiert sowie das erste 4K-Digital Intermediate weltweit in die Wege geleitet und überwacht. Als Musiker veröffentlichte Soravia drei Alben und ein digitales Album. Er zeichnet hierbei für die Kompositionen, alle Instrumente und die Produktion verantwortlich.
Soravia hat einen Sohn und lebt mit seiner Familie in Deutschland und auf den Kanaren.

## Filmografie (Auswahl)

### Kino
- 2000: Stiller Sturm, Kameramann[1]
- 2001: Model Citizen, Bildgestaltung
- 2009: Sari Saten, Bildgestaltung
- 2011: Extinction – the GMO Chronicles, Bildgestaltung

### Sonstiges
- 1992: Modern Rock Concepts, Musikdoku, Regie, Kamera und Schnitt
- 1993: HA – B2B, Regie, Kamera, Produktion
- 1998: Anwälte der Toten, 12-teilige TV-Serie, Kamera und 1 Folge Regiekamera

### Kurzfilme
- 1995: Aporetica – Regie, Kamera, Co-Autor
- 1997: Am Ende des Tages, Regie, Kamera, Co-Autor und Co-Musik
- 2004: Besucherin, Kamera
- 2007: Suicide, Kamera
- 2008: Ein himmlischer Zufall, Kamera

### Drehbuch
- 1995: Aporetica, Co-Autor
- 1996: Und irgendwo dort hinten ist das Paradies, Co-Autor
- 1997: Am Ende des Tages, Co-Autor
- 2000: Die Kuckuckskrähe
- 2011/19: Arrivato

## Musik
- 2006: Birth of schizophrenia
- 2007: Album „II“
- 2008: Album „III“
- 2014: Where to, Digitales Album